# 저산성
저산성은 충청북도 청주시 흥덕구에 있다. 2015년 4월 17일 청주시의 향토유적 제21호로 지정되었다.

## 개요
삼국시대 청주 서쪽을 방어하기 위해 내외성으로 쌓여진 산성이다.